# Isidore Van Doosselaere
Isidorus (Isidore) Ludovicus Eugenius Octavus Van Doosselaere (Gent, 26 februari 1858 - Antwerpen, 2 november 1927) was een Belgisch advocaat en politicus.

## Biografie
Isidore Van Doosselaere was de zoon van een liberale drukker-uitgever. Hij studeerde rechten en schreef zich in 1879 aan de balie van Antwerpen in. Hij was in 1886-1887 voorzitter van de Jonge Balie van Antwerpen en tevens lid van de tuchtraad van de Antwerpse balie.
Hij speelde een belangrijke rol binnen de Antwerpse Vlaamsgezinde liberale politiek. Zo was hij voorzitter van de Liberale Vlaamsche Bond. In 1888 werd hij verkozen tot provincieraadslid van Antwerpen, waar hij zetelde tot 1892. Voor het arrondissement Antwerpen was hij tevens plaatsvervangend volksvertegenwoordiger.
Van Doosselaere was tevens medewerker van de Antwerpse Vlaams-liberale krant De Nieuwe Gazet. Van 1890 tot 1925 was hij voorzitter van het Bureau van Weldadigheid van Antwerpen. Ook was hij voorzitter van de Openbare Kas van Lening van Antwerpen en medestichter van de Bond der Menslievende Instellingen.
Hij ligt begraven op het Schoonselhof.